# Solse Gat

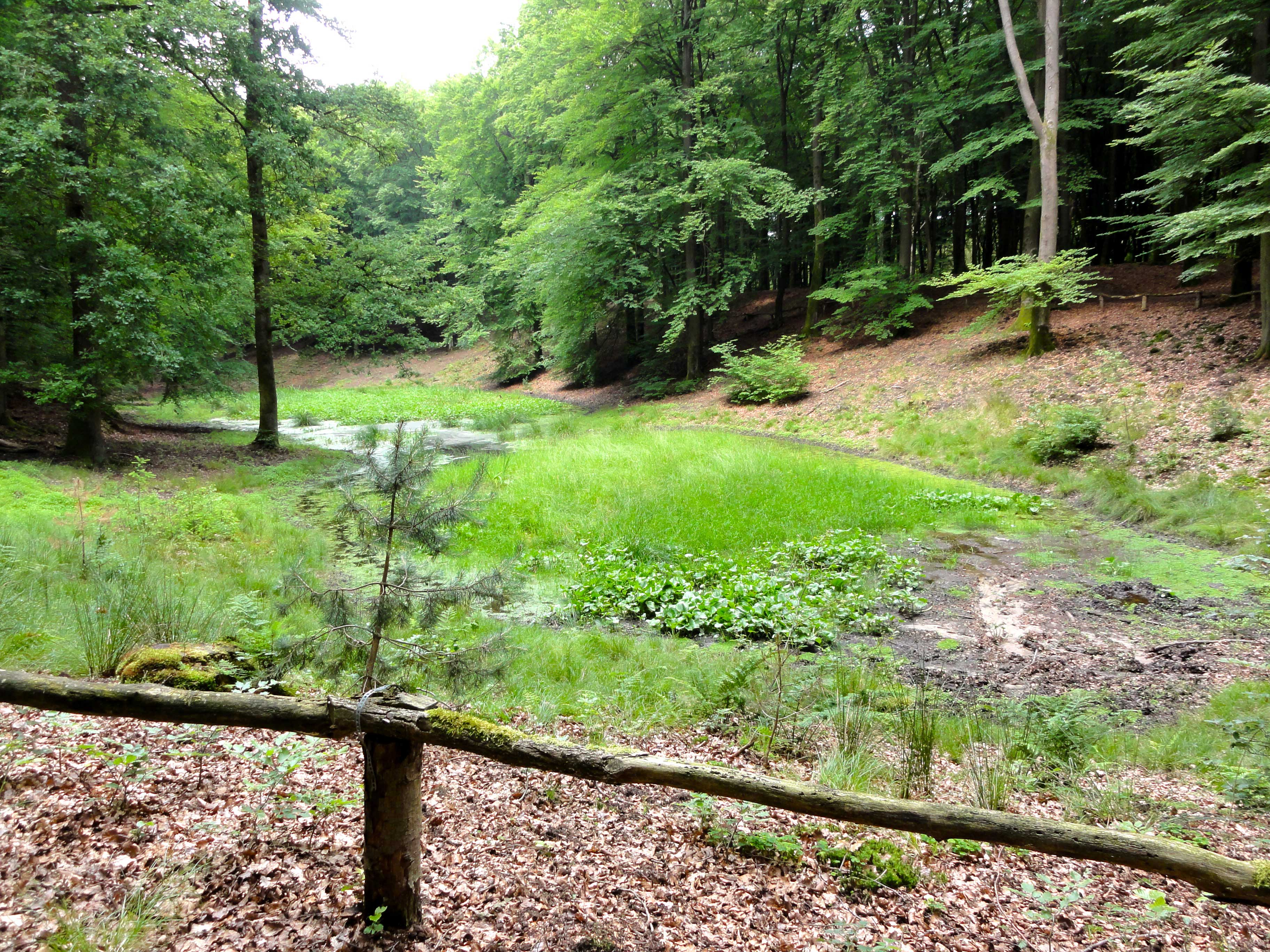
Het Solse Gat anno 2012

Het Solse Gat is een grote leemkuil in het Speulder- en Sprielderbos in de noordelijke Veluwe tussen de plaatsen Putten, Garderen en Drie. Het ligt in de gemeente Putten.

## Geschiedenis
Het Solse Gat is een kuil waar Veluwse boeren leem afgroeven. Onder in het gat is een moerassig terrein ontstaan met daarin een poel. Op de drassige bodem heeft zich een voor de Veluwe bijzondere plantengroei ontwikkeld. Zo groeit hier waterdrieblad, slanke sleutelbloem en bosanemoon. Voor het wild in dit deel van de Veluwe vormt de poel een drinkplek. Amfibieën als kleine watersalamanders en padden planten zich in het moerassig gebied voort. Omdat verdroging en verlanding dreigde heeft Staatsbosbeheer in 2002 de kuil hersteld.

## Legendes
Volgens een oude legende stond op de plek van het Solse Gat ooit een klooster. Vanwege het liederlijke gedrag van de monniken werd het door de aarde verzwolgen. Op gezette tijden zouden de klokken van het klooster nog te horen zijn en zouden de geesten van de monniken verschijnen.
Ook zou op deze plek in de oudheid zonneverering hebben plaatsgevonden. Hierbij werd fruit geofferd aan de Germaanse godin Sól. Het Solse Gat is daarom een populaire plek voor new age'ers en wichelroedelopers. Zij menen dat hier leylijnen lopen. Volgens een lokale fractie van gereformeerde politieke partijen vond er in 1999 een satanistische Walpurgisnachtviering plaats bij het Solse Gat. In de gemeenteraad van Putten werd daarom gepleit voor een verbod op een dergelijke viering.